# Judeu da corte
Na Idade Moderna, um judeu da corte ou fator de corte (em alemão:  Hofjude, Hoffaktor ), era um banqueiro judeu que lidava com as finanças ou dava dinheiro à realeza e à nobreza européias.  Em troca de seus serviços, os judeus judiciais obtiveram privilégios sociais, inclusive em alguns casos recebendo status de nobreza.  Os judeus da corte eram necessários porque as proibições contra a usura se aplicavam aos cristãos, mas não se aplicavam aos judeus.
Exemplos do que mais tarde seriam chamados de judeus da corte surgiram na Alta Idade Média quando a realeza, a nobreza e a igreja pegaram dinheiro emprestado de cambistas ou os empregaram como financistas.  Entre os mais notáveis estavam Aaron de Lincoln e Vivelin de Estrasburgo.  Os financistas judeus podiam usar suas conexões familiares para fornecer a seus patrocinadores finanças, comida, armas, munições, ouro e metais preciosos.
A ascensão das monarquias absolutistas na Europa Central trouxe muitos judeus, principalmente de origem ashkenazi, para a posição de negociação de empréstimos para os vários tribunais.  Eles poderiam acumular fortunas pessoais e ganhar influência política e social.  No entanto, o judeu da corte tinha conexões sociais e influência no mundo cristão, principalmente através da nobreza cristã e da igreja.  Devido à posição precária dos judeus, alguns nobres poderiam ignorar suas dívidas.  Se o nobre patrocinador morresse, seu financista judeu poderia enfrentar o exílio ou a execução.  O exemplo mais famoso disso ocorreu em Württemberg quando, após a morte de seu patrocinador Charles Alexander em 1737, Joseph Süß Oppenheimer foi levado a julgamento e finalmente executado.  Em um esforço para evitar tal destino, alguns banqueiros da corte no final do século XVIII - como Samuel Bleichröder, Mayer Amschel Rothschild ou Aron Elias Seligmann - separaram com sucesso seus negócios desses tribunais e estabeleceram o que eventualmente se transformou em bancos de pleno direito.

## Bastidores
Proibidos de quase todos os outros negócios, alguns judeus começaram a ocupar um nicho econômico como agiotas na Idade Média. Somente eles podiam receber juros em empréstimos, uma vez que - enquanto a Igreja condenava a usura universalmente - a lei canônica era aplicada apenas aos cristãos e não aos judeus. Eventualmente, um setor considerável da comunidade judaica européia estava envolvido em ocupações financeiras, e a comunidade era uma parte financeiramente bem-sucedida da economia medieval.  As restrições religiosas à agiotagem criaram inadvertidamente uma fonte de rendas monopolistas, fazendo com que os lucros associados à concessão de empréstimos fossem mais altos do que teriam sido.  Pela maioria dos parâmetros, o padrão de vida da comunidade judaica no início do período medieval era pelo menos igual ao da baixa nobreza.  No entanto, apesar dessa prosperidade econômica, a comunidade não estava segura: a hostilidade religiosa aumentou na medida em que se manifestou sob a forma de massacres e expulsões, culminando na expulsão repetitiva de todos os judeus de várias partes da Europa Ocidental no período medieval tardio. .
Embora o fenômeno dos "judeus da corte" não tenha ocorrido até o início do século XVII, exemplos do que mais tarde seriam chamados judeus judiciais podem ser encontrados mais cedo em agiotas judeus que acumularam capital suficiente para financiar a realeza e a nobreza.  Entre eles estava Josce de Gloucester, o financista judeu que financiou Richard de Clare, 2º Conde de Pembroke na conquista da Irlanda em 1170, e Aaron de Lincoln, presumivelmente o indivíduo mais rico do século XII na Grã-Bretanha, que deixou uma propriedade de cerca de £ 100.000.  Também notável foi Vivelin de Estrasburgo, uma das pessoas mais ricas da Europa no início do século XIV, que emprestou 340.000 florins a Eduardo III da Inglaterra na véspera da Guerra dos Cem Anos em 1339.  No século XVI, os financistas judeus tornaram-se cada vez mais ligados a governantes e tribunais.  Josef Goldschmidt (d. 1572) de Frankfurt , também conhecido como "Jud Joseph zum Goldenen Schwan", tornou-se o empresário judeu mais importante de sua época, o comércio não só com os Fugger e Imhoff, mas também com a nobreza e da Igreja.  No início do século XVII, os Habsburgos empregaram os serviços de Jacob Bassevi, de Praga, Joseph Pincherle, de Gorizia , e Moses e Jacob Marburger, de Gradisca .
No alvorecer do mercantilismo, enquanto a maioria dos judeus sefarditas atuava principalmente no ocidente no comércio marítimo e colonial, os judeus asquenazes a serviço do imperador e dos príncipes tendiam ao comércio interno.  Nem sempre por causa de sua aprendizagem ou de sua força de caráter, esses judeus ascendiam a posições próximas dos governantes: eram em sua maioria homens de negócios ricos, distinguidos acima de seus correligionários por seus instintos comerciais e por sua adaptabilidade.  Judeus da corte frequentemente sofriam com a denúncia de seus invejosos rivais e correligionários, e eram frequentemente objetos de ódio do povo e dos cortesãos.  Estavam a serviço de seus companheiros judeus somente durante os períodos, frequentemente curtos, de sua influência com os governantes; e, como muitas vezes chegavam a um fim trágico, seus correligionários eram, em consequência de sua queda, ainda mais perseguidos.
Os judeus da corte, como agentes dos governantes, e em tempos de guerra como provedores e tesoureiros do estado, gozavam de privilégios especiais.  Estavam sob a jurisdição do marechal da corte e não eram obrigados a usar o distintivo dos judeus. Eles foram autorizados a ficar onde quer que o imperador realizou sua corte, e viver em qualquer lugar do Sacro Império Romano, mesmo em lugares onde nenhum outro judeu foi permitido. Onde quer que se estabelecessem, podiam comprar casas, abater carne de acordo com o ritual judaico e manter um rabino. Eles podiam vender seus produtos por atacado e varejo, e não podiam ser taxados ou avaliados acima dos cristãos .

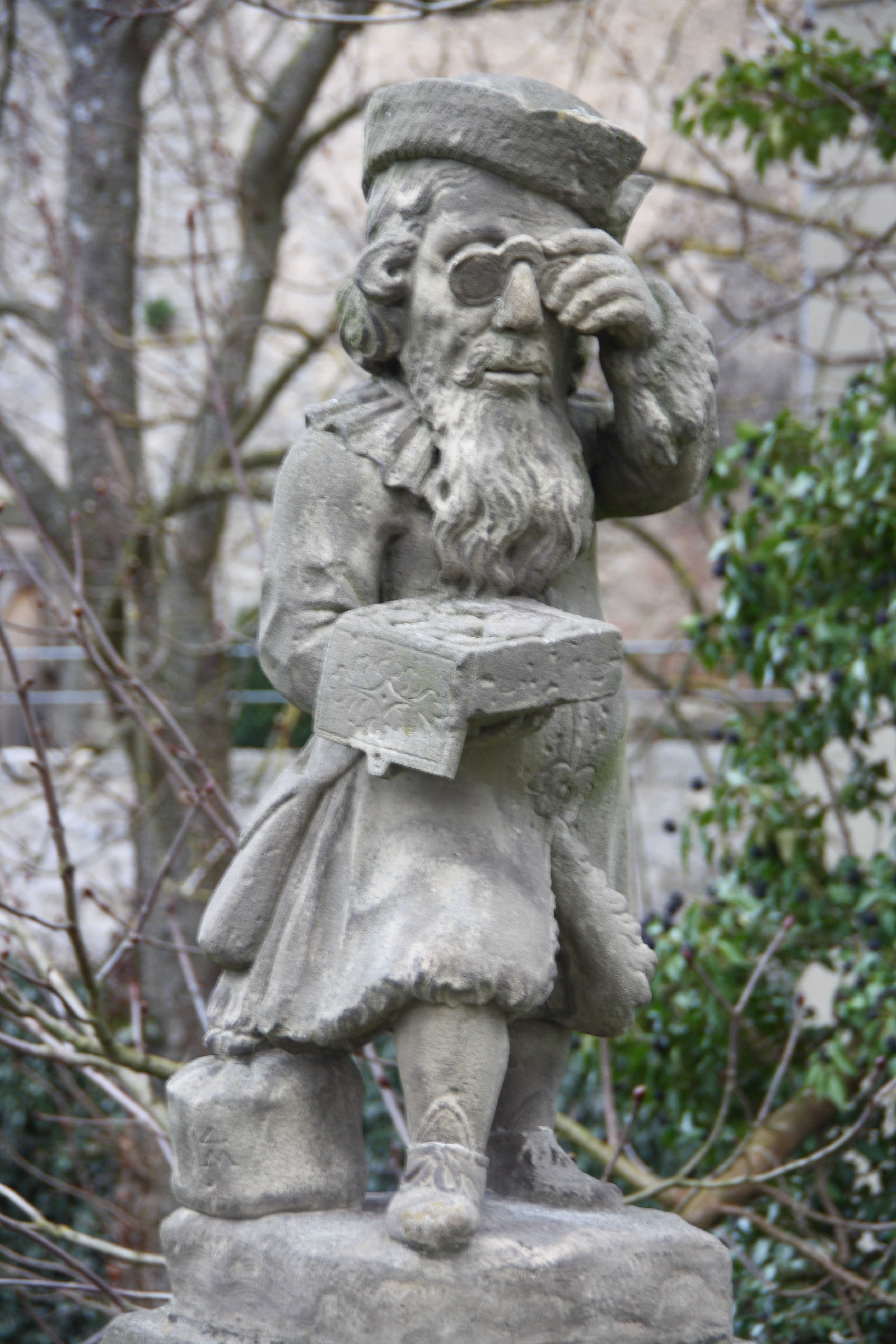
Lämmle Seeligmann, o judeu da corte

Às vezes, os judeus eram designados para o papel de coletores de impostos locais.  Esses papéis construíram uma antiga inimizade entre judeus e cristãos, cujos resultados tiveram consequências de longo alcance na história dos judeus europeus .

## Na corte austríaca
Os santos imperadores romanos da Casa de Habsburgo mantinham um número considerável de judeus da corte.  Entre aqueles do imperador Fernando II são mencionados os seguintes: Salomão e Ber Mayer, que mobiliou para o casamento do imperador e Eleonora de Mantua o pano para quatro esquadrões de cavalaria; Joseph Pincherle de Görz; Moisés e Joseph Marburger ( Morpurgo ) de Gradisca; Ventura Pariente de Trieste; o médico Elijah Chalfon de Viena; Samuel zum Drachen , Samuel zum Straussen e Samuel zum Weissen Drachen, de Frankfurt am Main; e Mordecai Meisel, de Praga.  Um judeu da corte especialmente favorecido era Jacob Bassevi, o primeiro judeu a ser enobrecido, com o título " von Treuenberg ".
Importante como judeus da corte também foram Samuel Oppenheimer, que foi de Heidelberg para Viena, e Samson Wertheimer (Wertheimher) de Worms.  Oppenheimer, que foi nomeado chefe dos tribunais, juntamente com seus dois filhos Emanuel e Wolf, e Wertheimer, que a princípio estava associado a ele, dedicaram seu tempo e talentos ao serviço da Áustria e da Casa de Habsburgo: durante o Reno, o francês As guerras turcas e espanholas emprestaram milhões de florins para provisões, munições, etc.  Wertheimer, que, pelo menos no título, também era fator de corte principal para os eleitores de Mainz, o eleitorado do Palatinado , e Treves, recebeu do imperador uma corrente de honra com sua miniatura.
Samson Wertheimer foi sucedido como fator de corte por seu filho Wolf.  Contemporâneo com ele foi Leffmann Behrends , de Hanover , fator de corte e agente do eleitor Ernest Augustus e do duque Rudolf August de Brunswick .  Ele também teve relações com vários outros governantes e altos dignitários.  Os dois filhos de Behrends, Mordecai Gumpel e Isaac, receberam os mesmos títulos que ele, os principais fatores e agentes da corte.  O sogro de Isaac Cohen, Behrend Lehman , também chamado de Bärmann Halberstadt , era um tribunal da Saxônia , com o título de " Residente "; e seu filho, Lehman Behrend, foi chamado a Dresden como tribunal pelo rei Augusto, o Forte .  Moisés Bonaventura de Praga foi também judeu da Saxônia em 1679.

## Intrigas dos Judeus da Corte
Os modelos foram judiciais judeus dos margraves de Ansbach sobre a meados do século XVII. Especialmente influente foi Marx Model, que tinha o maior negócio em todo o principado e fornecia extensivamente a corte e o exército.  Ele caiu em desgraça através das intrigas do tribunal judeu Elkan Fränkel , membro de uma família que havia sido expulso de Viena.  Fränkel, um homem circunspecto , enérgico e orgulhoso, possuía a confiança da margem a tal ponto que seu conselho era procurado nos assuntos mais importantes do estado.  Denunciada por um certo Isaías Fränkel , no entanto, que desejava ser batizado, uma acusação foi feita contra Elkan Fränkel; e este último foi ridicularizado , flagelado e enviado para o Würzburg para prisão perpétua em 2 de novembro de 1712.  Ele morreu lá em 1720.
David Rost , Gabriel Fränkel e, em 1730, Isaac Nathan (Ischerlein) eram judeus da corte junto com Elkan Fränkel; Ischerlein, através das intrigas dos Fränkels, sofreu o mesmo destino que Elkan Fränkel.  No entanto, o genro de Nathan, Dessauer , tornou-se judeu da corte.  Outros judeus da corte dos príncipes de Ansbach eram Michael Simon e Löw Israel (1743), Meyer Berlin, e Amson Solomon Seligmann (1763).

## O grande eleitor
O Grande Eleitor, Frederico Guilherme, também manteve uma corte judia em Berlim, Israel Aarão (1670), que por sua influência tentou impedir o influxo de judeus estrangeiros para a capital prussiana. Outros judeus da corte do eleitorado foram Gumpertz (falecido em 1672), Berend Wulff (1675) e Solomon Fränkel (1678).  Mais influente do que qualquer um desses foi Jost Liebmann.  Através de seu casamento com a viúva do Israel Arão, acima mencionado, ele conseguiu a posição deste último e foi muito estimado pelo eleitor.  Ele teve contínuas brigas com o judeu da corte do príncipe herdeiro, Markus Magnus.  Após sua morte, sua posição influente coube a sua viúva, a conhecida Liebmannin, que foi tão bem recebida por Frederico III (de 1701, rei Frederico I da Prússia ) que ela pôde ir sem ser anunciada ao seu gabinete.
Havia judeus judiciais em todas as pequenas cortes alemãs; por exemplo, Zacharias Seligmann (1694) a serviço do Príncipe de Hesse-Homburg e outros a serviço dos duques de Mecklenburg. Outros mencionados no final do século XVII são: Bendix e Ruben Goldschmidt, de Homburg; Michael Hinrichsen de Glückstadt , que logo se associou a Moses Israel Fürst e cujo filho, Reuben Hinrichsen, em 1750, tinha um salário fixo como agente do tribunal. Nessa época, o agente do tribunal, Lobo, morava na corte de Frederico III de Mecklenburg-Strelitz.  Disputas com os judeus judiciais muitas vezes levaram a processos judiciais prolongados.

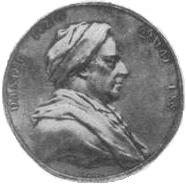
Medalha pelo septuagésimo aniversário de Daniel Itzig

Os últimos judeus da corte real foram Israel Jacobson, agente da corte de Brunswick, e Wolf Breidenbach, judeu da crote para o Eleitor de Hesse, ambos os quais ocupam posições honrosas na história dos judeus.

## Exemplos de judeus da corte
Em ordem cronológica aproximada:
- Abraham Senior (1412–1493)
- Isaac Abravanel (1437–1508), financier for Portuguese and Spanish courts[11]
- Sir Edward Brampton (c. 1440–1508), a godson of King Edward IV, he was made the Governor of Guernsey[12]
- Abraham Zacuto (c. 1450 – c. 1510)
- Moses and Rachel Fishel of Kraków, court Jews during the reign of John I Albert of Poland; Rachel was lady-in-waiting of the Queen Mother Elizabeth
- Josel of Rosheim; de (1476–1554)[13]
- Mordecai Meisel (Miška Marek Meisel) (1528–1601)[14]
- Jacob Bassevi von Treuenberg (a noble) (1580–1634)[15]
- Chajim Fürst (1592–1653), court agent in Hamburg, elder of the Jewish community in Hamburg, richest Jew in Hamburg
- Moses Israel Fürst (1617–1692), court agent in Hamburg and Mecklenburg–Schwerin
- Leffmann Behrends (Liepmann Cohen) of Hanover (c. 1630–1714)[16]
- Samuel Oppenheimer (1635–1703), military supplier for the Holy Roman Emperor[17]
- Samson Wertheimer (1658–1724), Austrian financier, chief rabbi of Hungary and Moravia, and rabbi of Eisenstadt[18]
- Issachar Berend Lehmann; de (1661–1730)
- Baron Peter Shafirov (1670–1739), vice-chancellor of Russia, under Peter the Great
- Joseph Süß Oppenheimer (1698–1738), financier for Charles Alexander, Duke of Württemberg
- Aaron Beer († 1740) of Aurich and Frankfurt
- Löw Sinzheim (c. 1675 – 1744), court purveyor of Mainz[19][20]
- Israel Edler von Hönigsberg (1724–1789), court agent and lessee of the tobacco monopoly from the Habsburgs. "Bankaldirektor" for Joseph II. First Austrian Jew to be ennobled without converting to Christianity (1789)[21]
- Joachim Edler von Popper (1720–1795), court agent and lessee of the tobacco monopoly from the Habsburgs. Second Austrian Jew to be ennobled without needing to be converted (1790)[22]
- Daniel Itzig (1723–1799), a court Jew of Frederick II the Great and Frederick William II of Prussia
- Raphael Kaulla († 1810) and Karoline Kaulla (1739–1809)
- Mayer Amschel Rothschild (1744–1812), "court factor" for William I, Elector of Hesse
- Israel Jacobson (1768–1828), philanthropist and reformer, court agent of Brunswick[23]
- Wolf Breidenbach (1751–1829), factor to the Elector of Hesse, father of Moritz Wilhelm August Breidenbach
- Bernhard von Eskeles (1753–1839), a court Jew of Joseph II and Francis II of the Holy Roman Empire and I of Austria

Na ficção, Isaac, o judeu em Ivanhoe, de Walter Scott, serve esse propósito para o príncipe João e outros nobres.